# Бар (Бурятия)
Бар (бур. Бар - тигр) — село в Мухоршибирском районе Бурятии. Административный центр сельского поселения «Барское».

## География
Расположено в 35 км к северо-западу от села Мухоршибирь, и к северо-югу от села Бар по восточной стороне федеральной автомагистрали Р258 «Байкал», в 5 км к югу от границы с Тарбагатайским районом. Находится на южной стороне хребта Цаган-Дабан, в межгорной долине речки Барки (правый приток Тугнуя), текущей вдоль восточного края села.

## История
Впервые упоминается под 1780 годом.
История названия.
Версия 1. В бурятской топонимии можно встретить много свидетельств о географических условиях прошлого, свидетельства о местообитании некоторых животных, которые в настоящее время вымерли. В «Бурятско-русском словаре» под редакцией Бабушкина С.М. слово «Бар» переводится с бурятского языка как «барс, тигр» (2, с.36).
Новые археологические раскопки доказывают, что ареал амурского тигра простирался до Байкала. Поэтому, вполне возможно, что местность от Барского хребта и ниже получила своё название по местам обитания тигра. Кроме того, тигр или барс являлся духом – хозяином тайги у якутов и бурят и вызывал священный трепет. (Записано Павловым Виктором Васильевичем, 1988 г.р. от Павловой Татьяны Георгиевны,1958г.р.).
В документе из школьного музея, подписанным Цыбикдоржиевым В.Б, академиком Международной академии информатизации, заслуженным деятелем науки РБ, кандидатом технических наук, доцентом, мною была найдена следующая запись: «В старину все бурятские улусы вдоль речки Барка от верховьев до ее впадения в Тугнуй имели общее название Барас». Тот же бурятско – русский словарь (2, с.36) раскрывает значение этого слова как «барс, тигр», что также подтверждает первую версию.
Версия 2. Когда-то в 1970-е гг. пришлось колхозу «Путь Ленина» заготавливать корм в Монголии. После заключения договора, в беседе Иванова Георгия Иннокентьевича и монгольского руководителя выяснилось, что слово «бар» с монгольского можно дословно перевести как «чаша или сосуд с узким горлом». Действительно, с высоты птичьего полёта Бар и просторы Тугнуйской долины можно сравнить с сосудом, где местность от Барского хребта и до начала Тугнуйской долины – это горловина, а все остальное сам сосуд. (Записано Павловой Татьяной Георгиевной, 1958 г.р. от Иванова Георгия Иннокентьевича,1916г.р.).
Версия. 3. Когда-то в давние времена кочевали по Тугнуйской долине воинственные племена. Как вихрь налетали они на улусы, нападали на другие племена. А боевой клич у них был «бара-бара», что означает по-бурятски «ура-ура». От этого клича и осталось слово «Бар, Барка». (Записано Гороховской Евгенией Сергеевной, 1992 г.р. от Г. Г. Чимитова, народного поэта РБ, уроженца села Хошун-Узур).
Версия 4. Давно это было, лет 200 прошло уже. Сначала в 80 верстах от города Верхнеудинска по Старомосковскому тракту, в узкой долине между горами возникла притрактовая станция. Называлась она просто «Станок». На этом станке несли сменную службу казаки Забайкальского казачьего войска.
По этому тракту в то время перегоняли скот из Монголии в Верхнеудинск пастухи богатых купцов Мельникова, Сажина, Дормидонтова, Афанасьева, Ожогина и др., а также это был путь каторжан, которые направлялись в Петровский Завод и дальше.
В 1897 году, после Варшавского восстания, когда в Забайкалье появились польские ссыльные, на этом станке поселился предприимчивый поляк Якоб. Он открыл небольшой трактир с заезжим двором. Этот трактир назывался «Бар», отсюда и пошло название станка, а потом и деревни. Якоб же сколотил состояние и после 1905 года переехал (по слухам) в Верхнеудинск, где имел собственные дома и торговлю в Гостиных рядах. (Записано Михайловой Валентиной Александровной, 1948 г.р. от Кобылкиной (Лиженской) Марии Антоновны, 1900 г.р.).
Версия 5. В начале 80-х годов ездили мы на экскурсию по маршруту «Улан-Удэ – Петровский Завод». Не вдаваясь в подробности, экскурсовод перед Барским хребтом пояснила нам, что «Бар» означает «преграда, препятствие». Может быть, из-за гор Барского хребта, которые как бы встают неприступной преградой, стеной поперёк пути.(Записано Гороховской Евгенией Сергеевной, 1992 г.р. от Фефелова Николая Васильевича, 1966 г.р., учителя Барской школы). Версия 6.
Образование топонимов может происходить в нескольких направлениях, в том числе и перенесение топонимов с прежнего места жительства на новое. Нередко русские переносили свои привычные названия на аналогичные объекты вновь осваиваемых земель. Очень часты случаи перенесения названий населённых пунктов. Семейские Забайкалья – своеобразная ветвь русского народа. За неприятие нововведений в православной церкви России их предки были объявлены вне закона.
Спасаясь от преследований за свои убеждения, сторонники древнего благочестия бежали на окраины русского государства и за его пределы, а затем их переселили в Сибирь. Как пишет Ф.Ф.Болонев: «По новым данным, обнаруженным в Государственном архиве Иркутской области, оказавшиеся в Забайкалье староверы были выведены из польских городов Бара. Бердича, Винницы, Межибежа, Холлича. Хмельника, Себежа или с берегов рек Сожи. Днепра, Буга, Боха и других мест Польши (Речи Посполитой).(3,с.27).
Потому, возможно, название села возникло в память о городе Баре, который действительно существовал на карте Польши. (Записано Гороховской Евгенией Сергеевной, 1992 г.р. от Павловой Татьяны Георгиевны, 1958 г.р.). Таким образом, существует несколько версий и легенд о происхождении названия села Бар. Сегодня трудно утверждать, какая из этих версий правильная, ведь все они приводят свои доводы и выглядят весьма правдоподобно. 2. Из истории села Бар Первое упоминание о селе Бар относится к 1772 г.
В описаниях академика П.С.Палласа в 1788 г. также значится деревня «Барская».(6, с.139). По данным Тарбагатайского волостного правления, «В 1830 г. в небольшом Барском селении на 116 жителей приходилось всего 112 десятин земли, т.е. по 0.9 дес. земли на 1 жителя. Всего в селе было 30 хозяйств. На одно хозяйство в среднем приходилось по 3,7 десятины земли.18 семей имели участки от 0,5 до 4,0 десятин. Большим семьям со значительным количеством рабочих рук было легче поднять относительно большой массив.
Так, семья Сергея Кобылкина, состоящая из 10 человек, владела 10-ю десятинами земли. В 1830 году Кобылкин поставил 200 копен сена, больше всех в деревне». В этом же году через наше село из Читы в Петровский Завод проходили декабристы. Многие из них вели дневники и об этом переходе оставили свои воспоминания. В.И. Штейнгель писал: «14 сентября переход до селения Барского(40-45 дворов…Видели М.Н.Волконскую, она приехала показать полученное ею письмо, мало добро обещающего. Ночью на 16 сентября выпал снег. Дневали, скучали, поутру выступили в сторону Мухоршибири до реки Тугнуй». Декабрист Н.А.Бестужев сделал зарисовку бурятского улуса Барка.
В 1882 г. уже 48 хозяйств с 243 жителями (130 мужского пола и 113 женского пола). Кроме того, было 2 дома ясачных бурят с 20 жителями (11 мужского пола и 9 женского пола). В селе находилась Богородская приписная церковь, иконостас для которой изготовила верхнеудинская мастерская Андрея Андреевича Давыдова. При храме была церковно-приходская школа. Документы архива свидетельствуют, что «26 сентября 1899 года на сельском сходе 52 домохозяев … селения Барского приняли общественный приговор об открытии школы грамоты. 4 ноября 1899 года совещание Верхнеудинского отделения Забайкальского епархиально-училищного Совета по рапорту священника Тарбагатайской Зосимо-Савватеевской церкви в с. Барском вынесло определение об открытии Барской школы грамоты.
10 декабря 1899 года Училищный Совет принял журнальное постановление, и 29 декабря это постановление было утверждено Его Преосвященством. Определено Барскую школу грамоты считать открытою и на содержание внести в смету 1900 года 60 рублей в год» (Приложение 6). В 1910 году учителем при ней был Георгий Чебунин. В 1915 году учительницей работала А.П.Гаськова, которую в 1916 году сменила Белокурова, имевшая образование 6 классов гимназии. С годами село развивалось и к 1923 г., по данным архива Научно-Производственного Центра охраны и использования памятников истории и культуры РБ, уже было образовано 120 хозяйств с 650 жителями, которые все относились к православным (6, с.139).
В селе находилась индивидуальная водяная мельница «Фокина», имелись частные лавки. С 1927 г. в селе было создано «Товарищество по совместной обработке земли»(ТОЗ), объединившее 8 дворов. Этот ТОЗ не объединял никакого имущества, только совместно обрабатывали землю. В 1929 г. был образован ТОЗ «Новая жизнь», объединивший 30 хозяйств, землю, рабочий скот, телеги, инвентарь для обработки земли. Председателем ТОЗа был избран Сергей Алексеевич Гороховский. На первых порах каждый крестьянин старался работать на «своей» лошади, а ночью накормить свою скотину. ТОЗ делился на 4 бригады, организация и оплата труда не были отработаны.
Оценка вложенного труда определялась знаками: «+»-полный день, «- »- неполный день. Хлеб делился на едока. Позже стали делить на знаки, т.е. по числу проработанных дней. В 1930 г. в селе был образован ТОЗ «Колос», а в 1931 году-«Пахарь».В 1934 г. эти ТОЗы объединились в сельхозартель (колхоз) «Путь Ленина». Первым председателем был Гороховский Иннокентий Яковлевич, проработавший в этой должности около четырёх лет. В том же году Бар был передан из Тарбагатайского района в состав Мухоршибиркого.
В 1935 г. за сельхозартелями « Путь Ленина» и «Улан Туяа» были официально закреплены 5 колёсных тракторов. Первым бригадиром тракторного отряда был Яков Яковлевич Гороховский. В этом же году на поля артели прибыл первый комбайн «Коммунар». Комбайнером на нём работал Григорий Пантелеймонович Челночков из Мухоршибири. «Чудо-машину» выходили смотреть всем селом. Комбайн буксировали двумя тракторами. Поначалу некоторые сомневались, заявляя, что зерно, прошедшее через эту машину, не даст всходов. Но прорастало зерно, и крепли ростки новой жизни. В 1935 г. начали осваивать новые земли. В Тугнуе было поднято 180 га, на Барке-70.
Колхоз в это время купил первую грузовую машину ГАЗ-2А. Шофера своего не было, поэтому наняли из города. Платили шофёру Воротникову оклад 600 рублей, 1 ц. муки, 1 ц. картофеля, 10 кг. мяса, 10 кг. масла, закрепили за ним дойную корову. В 1936 г. купили второй грузовик. Шофёр был уже свой - Иннокентий Иванович Гороховский. По крохам формировали общественное животноводство. По воспоминаниям ныне уже покойного ветерана колхозного строительства Михаила Ивановича Фефелова, в 1934 г. построили новый коровник и объединили 100 коров и 16 овец. В 1938 г. сдали за колхоз «Оронгойский» хлеб и на вырученные деньги приобрели у них ещё 120 коров, 150 овец и 10 свиней.
По свидетельству А.Д.Жалсараева, 25 мая 1938 г. Православная церковь используется под клуб на месте.(6, с.139) . В народе даже сочинили частушку по этому поводу: Раньше мы ходили в церковь Колотили об пол лбом, А теперь танцуем в клубе Только пыль летит столбом. В предвоенные годы в селе действовали сельпо, начальная школа, сезонные детские ясли, сельсовет, почта, клуб, конный двор, автогараж, птичник. Но вскоре война вмешалась в мирную жизнь, принеся страдания, боль и потери в каждую семью. 81 житель нашего села не вернулся с полей войны. В трудные послевоенные годы барчане, не жалея сил, восстанавливали разрушенное хозяйство.
Коллективный труд приносил свои плоды, наливалась силой экономика, крепла материально-техническая база колхоза. В конце 60-х –начале 70-х годов в колхозе «Путь Ленина» большое внимание уделялось производственному и культурно-бытовому строительству. На средства колхоза были построены типовое здание восьмилетней школы, клуб со зрительным залом на 280 мест, библиотекой. Правление колхоза во главе с председателем Ивановым Георгием Иннокентьевичем также поощряло индивидуальное жилищное строительство и выделяло денежные ссуды, строительные материалы, транспорт, рабочую силу. В эти годы было построено 72 дома.
В 1984 г. колхоз отметил своё 50-летие. В 1997 году правопреемником колхоза «Путь Ленина» стало ОКХ «Барское», которое впоследствии было не раз реорганизовано. В настоящее время ООО «Барское» возглавляет директор Иванов Михаил Петрович.

## Население
| 2002 | 2010 | 2012 | 2013 | 2014 | 2015 | 2016 |
| ---- | ---- | ---- | ---- | ---- | ---- | ---- |
| 511  | ↘466 | ↘449 | ↘437 | ↗442 | ↘440 | ↘424 |
| 2017 | 2018 | 2019 | 2020 | 2021 | 2023 | 2024 |
| ↘413 | ↘407 | ↘389 | ↘387 | ↘369 | ↗375 | ↘365 |